# 高い砦
高い砦 (たかいとりで、原題: High Citadel) は1965年にイギリスの作家であるデズモンド・バグリィが発表した小説である。矢野徹による邦訳は、早川書房の「ハヤカワ・ノヴェルズ」から、1974年に出版された。早川書房から出版されたロングセラーとなり、版が重ねられた。
人間の肉体のバランスを失わさせる、標高1万数千フィートのアンデス山脈を舞台に、不時着した飛行機事故の生存者たちが理不尽な暴力に立ち向かう姿を描く。

## あらすじ
空軍パイロットだったオハラは過去の記憶から逃れようと南米へ移り、小さな貨物運輸会社で雇われパイロットの職を得る。機体が傷んでいる貨物機に、規定を超える荷物を積載し、アンデスを超える荒仕事である。
今回は、乗客を乗せて離陸したが機内で発生した事件により山中に不時着し、死傷者を出す。生き残った者達は麓を目指し山を下りるが、彼らとは逆に登ってくる武装ゲリラを発見する。
テロにより飛行機は墜落させられ、生き延びたら武装ゲリラが向かってくる。目的ははっきりしているが理由がわからない。ここで乗客たちの中からアギヤル老人が、殺し屋の目的は自分であると前に進み出る。
アギヤルはかつて南米某国の大統領であり、軍事クーデタにより追放させられたが、軍事政権の崩壊が近いとみて帰ってきたのだ。しかし、次の政権樹立を狙うコミュニストには民主化の指導者は国内に入れるのが好ましい人物ではない。闇から闇へが彼らの狙いである。
乗客たちはすべてを考えた上で、老人を引き渡さないことを決定するが一切の武器はなく、通信手段も、安全な場所へ逃げるルートさえない。危機が迫る彼ら中から、一人の中世学者が「武器ならば…」と驚くべき意見を出す。
オハラをリーダーとした彼らはここで「高い砦」に拠り生きるための闘争を始めることとなる。
劇中でアギヤル老人が、絶体絶命のピンチに追い詰められたオハラへ語る「男の中に熱い血が流れる限り不可能ということはない」とするセリフは冒険小説の金言とされている。